# والتر غارغانو

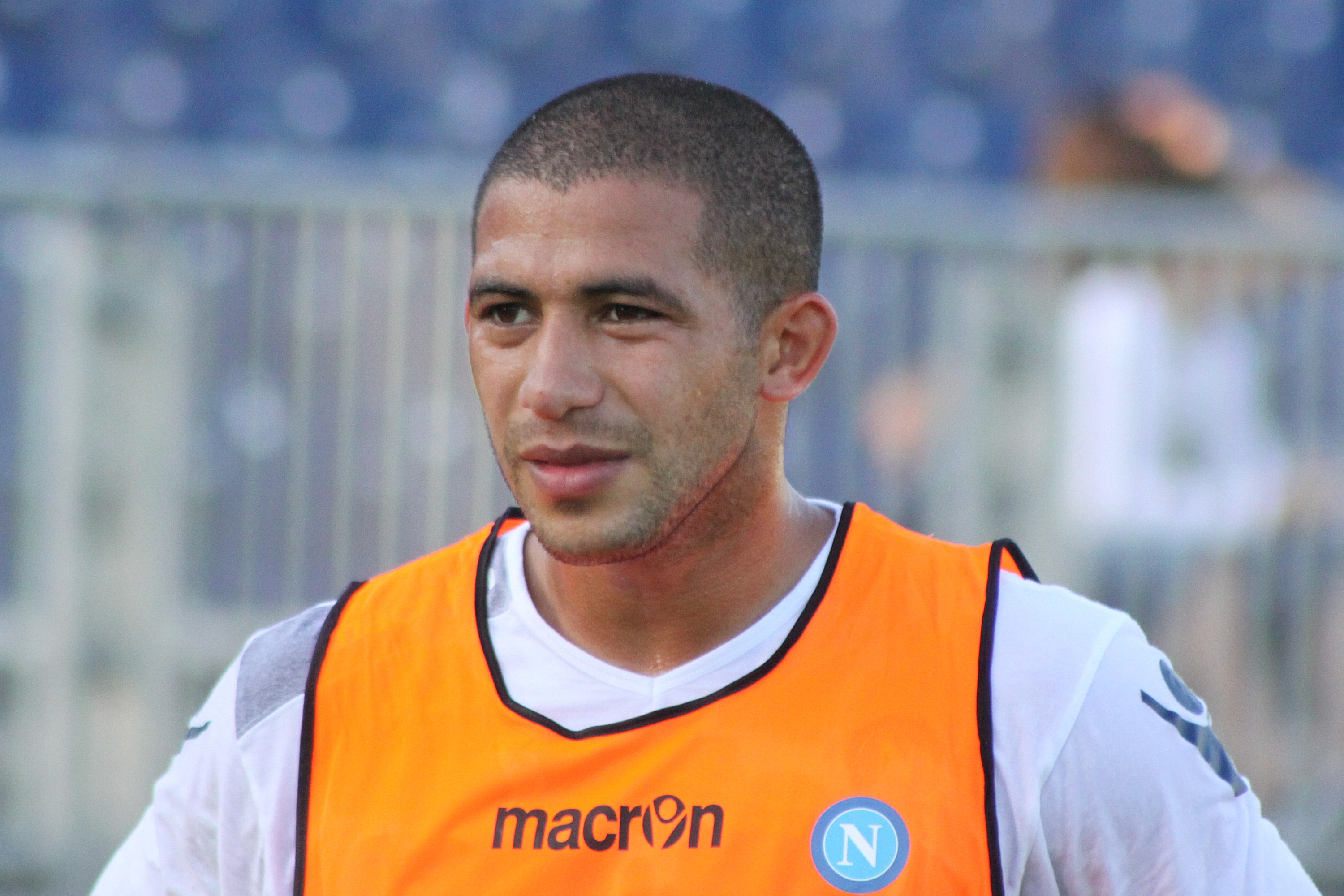
والتر غارغانو

والتر أليخاندرو غارغانو غويفارا (بالإسبانية: Walter Alejandro Gargano Guevara)‏ الشهير باسم والتر غارغانو (مواليد 27 يوليو 1984 في بايساندو - الأوروغواي) لاعب كرة قدم أوروغواياني يلعب حاليا لصالح نادي الدرجة الأولى نابولي الإيطالي منذ 2007 في مركز الوسط المدافع .
اللاعب وقّع عقد إعارة لمدة موسم مع نادي انترميلان مع أحقية الشراء.

## روابط خارجية
- والتر غارغانو على موقع الاتحاد الدولي (مؤرشف)  (الإنجليزية)
- والتر غارغانو على موقع الاتحاد الأوربي (الإنجليزية)
- والتر غارغانو على موقع إي إس بي إن إف سي (الإنجليزية)
- والتر غارغانو على موقع قاعدة بيانات كرة القدم.إي يو (الإنجليزية)
- والتر غارغانو على موقع ناشيونال فوتبول تيمز (الإنجليزية)
- والتر غارغانو على موقع Soccerway.com (الإنجليزية)
- والتر غارغانو على موقع عالم كرة القدم.نت (الإنجليزية)
- والتر غارغانو على موقع كووورة
- والتر غارغانو على موقع AS.com (الإسبانية)